# Aescin
Aescin (auch: Escin) ist ein Extrakt aus der Rosskastanie (Aesculus hippocastanum) und stellt ein Gemisch von mehr als 30 verschiedenen Saponinen dar. Es zeigt antiphlogistische Eigenschaften.

## Zusammensetzung

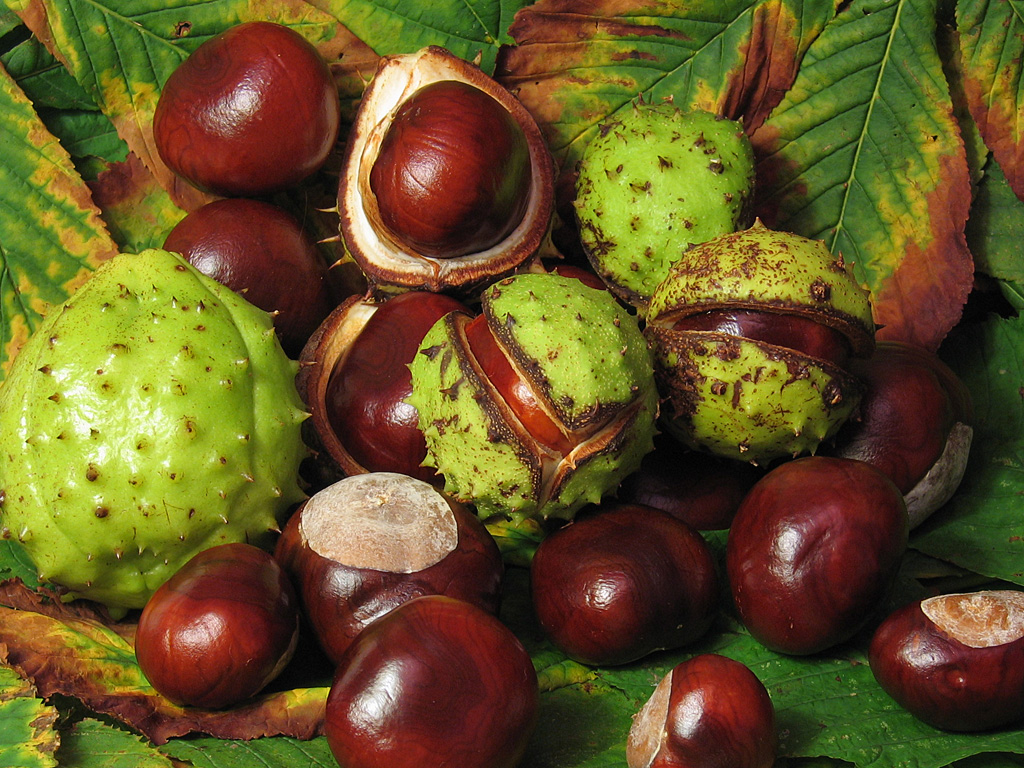
Samen der Rosskastanie (Aesculus hippocastanum) mit und ohne Kapseln

Den Hauptanteil macht mit circa 40 % das β-Aescin aus. β-Aescin wiederum stellt ein komplexes Gemisch dar, das zu über 60 % aus den fünf pentacyclischen Triterpen-Sapogeninen Aescin Ia, Ib, IIa, IIb und  IIIa besteht. Die Aglyca der β-Aescine sind Diester des Protoaescigenin und Barringtogenol C, die über die Hydroxygruppe am C-3 mit einem verzweigten Dreifachzucker (Trisaccharid) verknüpft sind. Die Zusammensetzung des Trisaccharids schwankt zwischen den jeweiligen Aescinkomponenten.
Durch spontane Wanderung der Acetylgruppe vom C-22 zum C-28 entsteht aus β-Aescin das Kryptoaescin. Kryptoaescin ist im Gegensatz zu β-Aescin hämolytisch inaktiv und gut wasserlöslich.
Eine früher als α-Aescin bezeichnete Substanz ist ein Gemisch aus den C-22 und C-28-Acetaten.

## Strukturvarianten der Aescine
Im Folgenden sind die Strukturen von Aescin Ia, Ib, IIa, IIb und IIIa dargestellt.
Die Hydroxygruppe des C-21-Atoms bei Aescin Ia, IIa und IIIa ist mit Tiglinsäure verestert, bei Aescin Ib und IIb mit Angelicasäure. Bei den Aescinen Ia und Ib ist D-Glucose über das C-2'-Atom glycosidisch verknüpft, bei den Aescinen IIa und IIb D-Xylose und bei Aescin IIIa D-Galactose.
| Aescin | Allgemeine Struktur | R1 | R2 | R3     | Anteil im β-Aescin |
| ------ | ------------------- | -- | -- | ------ | ------------------ |
| Ia     |                     |    | OH |        | 24 %               |
| Ib     |                     | OH |    | 17 %   |                    |
| IIa    |                     | OH |    | 13,5 % |                    |
| IIb    |                     | OH |    | 6 %    |                    |
| IIIa   |                     | H  |    | 1,5 %  |                    |

## Arzneiliche Verwendung
Aescin wirkt abdichtend an den Gefäßwänden der Venen, indem es deren Durchlässigkeit (Permeabilität) verändert. Dadurch soll das Ausströmen von Flüssigkeit in das Gewebe vermindert und das Abfließen von Wassereinlagerungen im Gewebe beschleunigt werden (antiexsudative und ödemprotektive Wirkung). Therapeutisch eingesetzt werden hauptsächlich auf Aescin standardisierte Extrakte aus den Samen der Rosskastanie (eingestellter Rosskastaniensamen-Trockenextrakt) oder isoliertes Aescin.  Sie dienen der Behandlung von Beschwerden bei Erkrankungen der Beinvenen (chronisch-venöse Insuffizienz) sowie von Schwellungen nach Operationen oder Sportverletzungen, Hämorrhoiden.

## Handelsnamen
Monopräparate
Aesculaforce (CH), AesculaMed (CH), Aescuven (D), Essaven (D), Phlebostasin (CH), Reparil (A, D), Venostasin (D, A)
Kombinationspräparate
Demoven (CH), Opino (D, A), Reparil N (CH), Sportupac (D), Urelium (A)